# Konrad Małys
O. Konrad Małys OSB (ur. 14 lutego 1962 we Wrocławiu) – polski benedyktyn, rekolekcjonista, od 2013 roku Przeor Administrator Opactwa Benedyktyńskiego w Tyńcu. 
Po zdaniu matury ukończył studia z zakresu filologii polskiej na Uniwersytecie Wrocławskim. Następnie wstąpił do zakonu benedyktynów gdzie w roku 1990 przyjął pierwsze śluby zakonne a w 1998 święcenia kapłańskie. 
Będąc zakonnikiem pracował między innymi w wydawnictwie „Tyniec”, przez wiele lat pełnił także funkcję bibliotekarza Opactwa Tynieckiego. W latach 1999–2001 oraz 2002–2006 pełnił funkcję mistrza nowicjatu. Pracował także na Słowacji, pomagając tynieckiej fundacji w Bacúrovie. Sprawuje urząd wizytatora Kongregacji Mniszek Benedyktynek w Polsce.
Po zakończeniu przez o. Bernarda Sawickiego OSB ośmioletniej kadencji opata klasztoru Tynieckiego w klasztorze zostały przeprowadzone wybory opackie. Wybory te jednak nie wyłoniły żadnego kandydata, dlatego zgodnie z przepisami obowiązującymi w zakonie benedyktyńskim Opat Prezes Ansgar Szmidt OSB mianował o. Konrada Przeorem Administratorem Opactwa Tynieckiego.